# Коли грає клавесин
«Коли грає клавесин» — радянський короткометражний художній фільм 1966 року режисера Едуарда Абалова, знятий на кіностудії «Мосфільм».

## Сюжет
Студенти юрфаку МГУ після лекції вирушають на чергування дружинниками в центр Москви. У відділі грамплатівок ДУМу вони, невдало намагаючись затримати спекулянтів музичними записами, «для форми» затримують випадкову дівчину, яка хотіла купити з рук платівку. Студент-дружинник Костя має доставити дівчину в штаб дружинників, і за півгодини дороги — вимушеної спільної з нею прогулянки Москвою… закохується в чарівну «спекулянтку».

## У ролях
- Марина Гуткович — Тамара
- Євген Стеблов — Костя
- Віктор Семенов —  Сенько, студент-дружинник
- Марія Веліхова —  Галка, студентка-дружинниця
- Геннадій Ялович —  Олег, студент-дружинник
- Євген Весник —  професор правознавства
- Леонід Каневський —  спекулянт, продавець музичних записів
- В'ячеслав Жариков —  продавець книг
- Мікаела Дроздовська —  продавчиня краваток
- Анатолій Кубацький —  пасажир річкового трамвайчика
- Зоя Василькова —  буфетниця
- Іван Турченко —  вантажник

## Знімальна група
- Режисер — Едуард Абалов
- Сценаристи — М. Желєзнов, Анатолій Гребнєв
- Оператор — Віктор Масевич
- Композитор — Джон Тер-Татевосян
- Художник — Олексій Лебедєв